# Чан Дик Лионг
Чан Дик Лионг (в'єт. Trần Đức Lương; 5 травня 1937 — 20 травня 2025) — президент В'єтнаму з 1997 до 2006 року.

## Біографія
Народився в повіті Дикфо (Đức Phổ), провінція Куангнгай, після закінчення школи 1955 року переселився до Ханоя. Вивчав геологію, працював картографом. 1959 року вступив до лав Комуністичної партії.
З 1987 року — заступник прем'єр-міністра. З червня 1996 року був у складі Політбюро КПВ. 24 вересня 1997 року був обраний президентом В'єтнаму, переобирався 2002 року. Подав у відставку 24 червня 2006 року.